# Егорчев, Андрей Николаевич
Андрей Николаевич Егорчев (род. 8 февраля 1978, Набережные Челны) — российский волейболист, центральный блокирующий, заслуженный мастер спорта. Старший тренер "Динамо-Ак Барс УОР"(Казань)

## Биография
В детстве Андрей Егорчев занимался плаванием, а в третьем классе также начал играть в волейбол в СДЮШОР № 2 города Набережные Челны под руководством тренера Рафика Хасеновича Мурзакова. В 16-летнем возрасте перешёл из команды второй лиги КАМАЗ-«Каскад» в клуб высшей лиги УЭМ-«Изумруд» из Екатеринбурга. В 1996—1997 годах выступал за молодёжную сборную России, а 23 мая 1999 года, вскоре после победы с «Изумрудом» в чемпионате страны, дебютировал в национальной сборной России в отборочном матче чемпионата Европы против команды Австрии.
В 2000 году Андрей Егорчев стал игроком белгородского «Локомотива-Белогорья», а в 2001-м выиграл первую медаль в составе сборной России — бронзу Мировой лиги, в большинстве матчей которой он был основным блокирующим наряду со своим земляком Алексеем Казаковым. В 2002—2004 годах в составе «Локомотива-Белогорья» Егорчев трижды становился чемпионом страны, выиграл Кубок России, заработав победное очко атакой первым темпом в решающей партии финального матча против московского «Динамо», два раза побеждал в Лиге чемпионов и в 2004-м признавался самым ценным игроком «Финала четырёх» главного еврокубка в Белгороде, а со сборной завоевал золото Мировой лиги (2002), серебро чемпионата мира в Аргентине и бронзу Олимпийских игр в Афинах.
После Олимпиады в Афинах вместе с коллегой по амплуа Алексеем Кулешовым перешёл из «Белогорья» в московское «Динамо», а спустя два года продолжил карьеру в казанском «Динамо»-ТТГ. С обеими командами Андрей Егорчев выигрывал звание чемпиона России, установив тем самым уникальное достижение — 6 чемпионских титулов в составе четырёх различных клубов. Весной 2008 года Егорчев в третий раз завоевал золото Лиги чемпионов и после двухлетнего перерыва вернулся в сборную России, сыграв в трёх матчах Мировой лиги, но в заявку команды на Олимпийские игры в Пекине не попал.
В дальнейшем выступал за одинцовскую «Искру», вновь за казанский «Зенит», с которым в 2011 году выиграл свой седьмой титул чемпиона России, и «Белогорье», а завершил карьеру в «Тюмени».

## Достижения

### В клубной карьере
- Чемпион России (1998/99, 2001/02, 2002/03, 2003/04, 2005/06, 2006/07, 2010/11), серебряный (1996/97, 1997/98, 1999/00, 2004/05, 2008/09) и бронзовый (2007/08) призёр чемпионата России.
- Обладатель Кубка России (1999, 2003, 2007).
- Обладатель Суперкубка России (2010).
- Победитель Лиги чемпионов (2002/03, 2003/04, 2007/08), бронзовый призёр Лиги чемпионов (2008/09).
- Финалист Кубка Европейской конфедерации волейбола (2001/02, 2009/10).
- Бронзовый призёр Кубка обладателей кубков (1998/99).

### Со сборными
- Бронзовый призёр Олимпийских игр (2004).
- Серебряный призёр чемпионата мира (2002).
- Серебряный (2005) и бронзовый (2003) призёр чемпионата Европы.
- Победитель Мировой лиги (2002), бронзовый призёр Мировой лиги (2001).
- Победитель Евролиги (2005), серебряный призёр Евролиги (2004).
- Бронзовый призёр чемпионата Европы (1996) и мира среди молодёжных команд (1997).

### Индивидуальные
- MVP «Финала четырёх» Лиги чемпионов (2004).
- Участник Матчей звёзд России (2005, 2009).

## Награды
- Медаль ордена «За заслуги перед Отечеством» II степени (2007) — за заслуги в развитии физической культуры и спорта и многолетнюю добросовестную работу[6].
- Медаль «В память 1000-летия Казани».